# Pedro Leopoldo
Pedro Leopoldo is een gemeente in de Braziliaanse deelstaat Minas Gerais. De gemeente telt 59.064 inwoners (schatting 2009).

## Aangrenzende gemeenten
De gemeente grenst aan Confins, Esmeraldas, Jaboticatubas, Lagoa Santa, Matozinhos, Ribeirão das Neves, São José da Lapa en Vespasiano.

## Geboren in Pedro Leopoldo
- Dirceu Lopes (1946), voetballer
- Cosme da Silva Campos (1952), voetballer
- Leonardo Henrique Veloso (1987), voetballer
- Darley Ramón Torres, "Darley" (1989), doelman